# Marca da bollo
La marca da bollo è un tipo particolare di carta-valori, simile a un francobollo, usato come pagamento per la convalida di atti e documenti pubblici (ad esempio, atti notarili, dichiarazioni, passaporti, ecc.).
In alcuni Stati vengono usati in più campi, dalle accise sugli alcolici e sul tabacco a quelle riguardanti il gioco d'azzardo, come negli Stati Uniti d'America e nel Regno Unito.

## Storia
Per lungo tempo nel Regno Unito i francobolli servirono anche per il pagamento di diritti di bollo, come mostrato dalla scritta Postage & Revenue (posta e diritti di bollo) posta sugli esemplari.

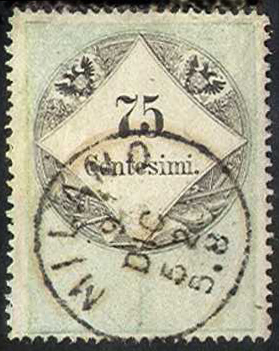
Marca da bollo del Lombardo-Veneto austriaco del 1850

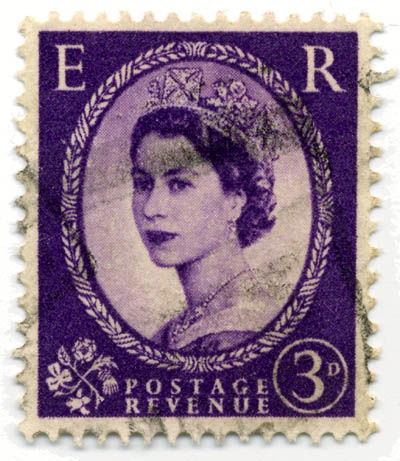
L'emissione britannica Queen Elizabeth II da 3d denominata "Wilding issue" del 1952 con evidente la dicitura Postage & Revenue

Nel corso degli anni diversi Stati europei come l'Austria (2002) e la Germania (1991) hanno abolito le marche da bollo anche se in Austria si paga ancora l'imposta di bollo per alcuni atti.
Sono sempre più diffusi i valori autoadesivi in tutto il mondo, per la grande disponibilità di macchine automatiche e il vantaggio di non dover mantenere una scorta di valori che tendono a variare nel tempo.

## Italia

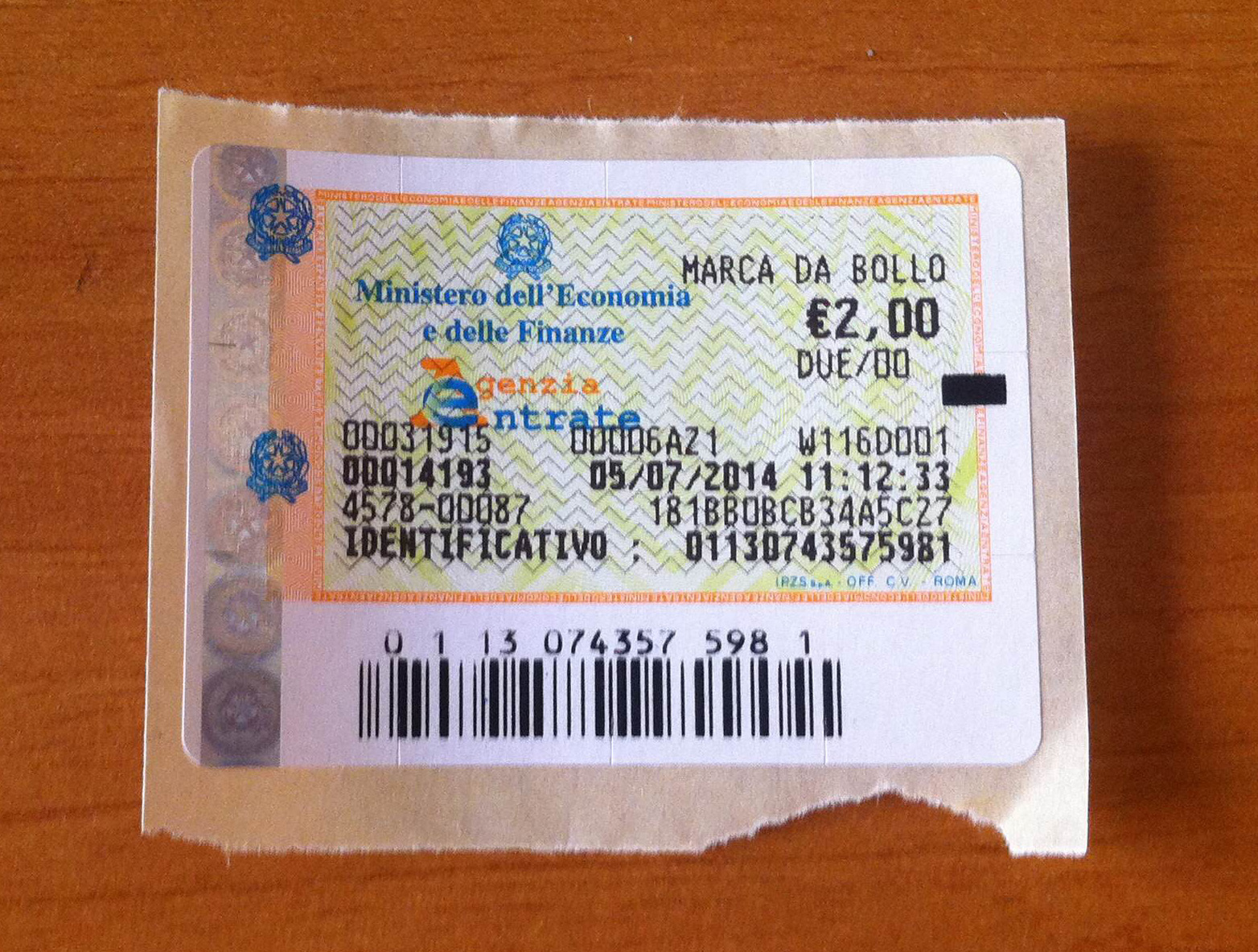
Contrassegno sostitutivo di marca da bollo, autoadesivo, rilasciato dall'Agenzia delle Entrate italiana

In Italia le marche da bollo sono utilizzate fin dal 1863. Vengono vendute generalmente nelle tabaccherie o in esercizi pubblici autorizzati.
Nel 1940 erano state introdotte, per il pagamento dell'Imposta Generale sull'Entrata, particolari marche da bollo a due sezioni abbinate, con vignette differenti: matrice o madre la sinistra, destra la figlia.
Dal giugno del 2005 alle marche da bollo tradizionali sono stati affiancati i contrassegni telematici di tipo autoadesivo, rilasciati per via telematica dall'Agenzia delle entrate e stampati nei punti di rivendita.
Dal 1º settembre 2007 tali contrassegni hanno rimpiazzato in maniera definitiva le marche da bollo rendendole fuori corso.
Per alcuni atti pubblici, come i certificati anagrafici cumulativi, la marca da bollo è stata sostituita da un timbro, che attesta il pagamento in contanti dell'importo direttamente al soggetto emittente l'atto.
Il 19 settembre 2014 è stata introdotta la marca da bollo digitale (Servizio @e.bollo), emessa elettronicamente attraverso siti web connessi all'Agenzia delle Entrate.
Tuttavia, se il contribuente detiene ancora delle vecchie marche da bollo può utilizzarle anche dopo la variazione (ad esempio l'ultimo aumento del 2013); ciò a patto che l'imposta totale sia quella dovuta sul documento considerato. Ad esempio se un documento è soggetto a marche da bollo da 32 euro si possono utilizzare ancora le vecchie marche da 14,62 e 1,81 euro fino al raggiungimento dell'importo dovuto.

### Valore storico delle marche da bollo
In questa sezione è riportata la progressione nel tempo del valore facciale delle marche da bollo della Repubblica Italiana, relative a un generico atto in bollo, cioè per il quale non è specificato un apposito valore, dal 1973 a oggi:
| Inizio periodo     | Fine periodo       | Valore del bollo | Note   |
| ------------------ | ------------------ | ---------------- | ------ |
| 1º gennaio 1971    | 8 luglio 1974      | 500 lire         |        |
| 9 luglio 1974      | 27 dicembre 1976   | 700 lire         |        |
| 28 dicembre 1976   | 27 maggio 1978     | 1.500 lire       |        |
| 28 maggio 1978     | 31 dicembre 1981   | 2.000 lire       |        |
| 1º gennaio 1982    | 24 settembre 1987  | 3.000 lire       |        |
| 25 settembre 1987  | 31 maggio 1990     | 5.000 lire       |        |
| 1º giugno 1990     | 31 dicembre 1990   | 5.500 lire       | [ 7 ]  |
| 1º gennaio 1991    | 13 luglio 1992     | 10.000 lire      |        |
| 14 luglio 1992     | 31 dicembre 1995   | 15.000 lire      |        |
| 1º gennaio 1996    | 28 febbraio 2002   | 20.000 lire      |        |
| 1º marzo 2002      | 31 luglio 2004     | 10,33 euro       |        |
| 1º agosto 2004     | 31 maggio 2005     | 11,00 euro       | [ 8 ]  |
| 1º giugno 2005     | 25 giugno 2013     | 14,62 euro       | [ 9 ]  |
| dal 26 giugno 2013 | dal 26 giugno 2013 | 16,00 euro       | [ 10 ] |

## Galleria d'immagini

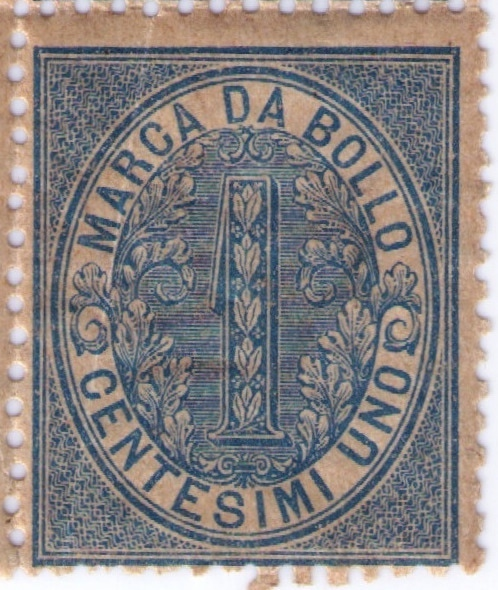
Marca da Bollo, Cent. 1
Marca da Bollo Cent. 5, Aquila Sabauda
Marca da Bollo Cent. 10, Vittorio Emanuele III
Marca da Bollo Cent. 25 oltre frazione volgare due decimi, Vittorio Emanuele III
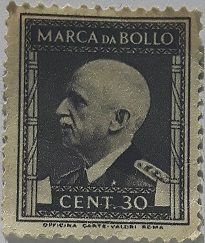
Marca da Bollo Cent. 30, Vittorio Emanuele III